# Tlanchinol
Esta página se refiere a una localidad. Para el municipio homónimo véase Municipio de Tlanchinol
Tlanchinol es una localidad mexicana, cabecera del municipio de Tlanchinol en el estado de Hidalgo.

## Geografía
Se encuentra en la región de la Sierra Alta, le corresponden las coordenadas geográficas 20°59′21.644″ de latitud norte y 98°39′37.024″ de longitud oeste, con una altitud de 1541 m s. n. m. Cuenta con un clima semicálido húmedo con lluvias todo el año; con temperaturas media anual de 18.9 °C y una precipitación pluvial de 2601 milímetros por año, con período de lluvias en el mes de mayo a septiembre.
En cuanto a fisiografía se encuentra en la provincia de la Sierra Madre Oriental, dentro de la subprovincia de Carso Huasteco; su terreno es de sierra. En lo que respecta a la hidrología se encuentra posicionado en la región del Pánuco, dentro de la cuenca el río Moctezuma, y entre los límites de las subcuencas del río Amajac y río Los Hules.

## Demografía
De acuerdo con el Censo de Población y Vivienda 2020 del INEGI; la localidad tiene una población de 6117 habitantes, lo que representa el 47.67 % de la población municipal. De los cuales 2901 son hombres y 3216 son mujeres; con una relación de 93.19 hombres por 100 mujeres.
Las personas que hablan alguna lengua indígena, es de 597 personas, alrededor del 9.76 % de la población de la ciudad. En la ciudad hay 28 personas que se consideran afromexicanos o afrodescendientes, alrededor de 0.46 % de la población de la ciudad.
De acuerdo con datos del censo INEGI 2020, unas 4978 declaran practicar la religión católica; unas 592 personas declararon profesar una religión protestante o cristiano evangélico; 3 personas declararon otra religión; y unas 541 personas que declararon no tener religión o no estar adscritas en alguna.
| Gráfica de evolución demográfica de Tlanchinol entre 1900 y 2020 |
|                                                                  |
| Población registrada por los censos y conteos del INEGI.         |